# Saint-Pierre-Roche
Saint-Pierre-Roche é uma comuna francesa na região administrativa de Auvérnia-Ródano-Alpes, no departamento Puy-de-Dôme. Estende-se por uma área de 16,74 km². Em 2010 a comuna tinha 483 habitantes (densidade: 28,9 hab./km²).